# 自己励起発電機
自己励起発電機（じこれいきはつでんき）は電磁石によって生み出された磁界の中で回転するローターで構成された発電機である。発電機の磁界は永久磁石で発生させる場合と界磁コイルで発生させる場合があるが、永久磁石で発生させる場合は大きく強い磁力を持つ永久磁石を製造する必要が生じるが励起発電機は永久磁石による制約を受けず、発電機の大型化に適しているため発電所などの大型発電機で用いられている。
界磁コイルに磁界を発生させるためにコイルに電流を流さなければ発電できない、電流を流して磁界を発生させることを励磁という。界磁コイルは最も柔軟な磁束調整・解除が可能であるが、界磁コイルに電流を流す損失が発生する。永久磁石と界磁コイルを同じ構成にしたハイブリッドトポロジーも存在する。回転電気機械の柔軟な励磁には、ブラシレス励磁とカーボンブラシによる電流注入（静止励磁）がある。

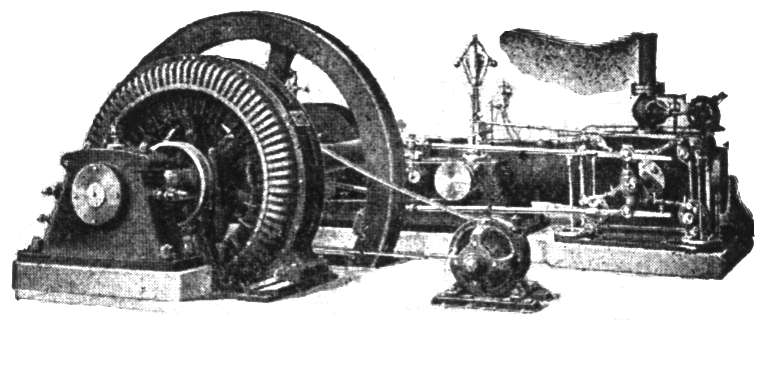
1917年、100kVAの交流自己励起発電機、右側にあるベルトでつながった小さい発電機が励起用

## 発電機の励起

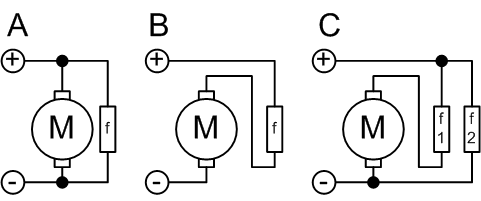
界磁コイルは、直流機（モータや発電機）の電機子と分巻、直列、複合で接続される方式がある。

大型発電機のように界磁コイルを使う機械では、発電機が電気を生み出すためには、電流によって界磁を確立する必要がある。発電機が起動すれば、発電機自身の出力の一部を利用して界磁を維持することができるが、発電機の起動には外部からの電流源が必要である。いずれにせよ、電界を制御できることは、システム電圧を維持することにつながるので、重要である。

### 発電の原理
永久磁石式発電機は磁界に比例して出力電圧を発生させるが、自己励起式は励磁電流に比例しており、励磁電流がなければ電圧は発生しない。
そのため、界磁電流として供給されるわずかな電力で、大きな発電電力を制御し、変調に利用することができる。この原理は電圧制御に非常に有効で、システムの出力電圧が要求より低い場合は励磁電流を増加させ、出力電圧が高い場合は励磁電流を減少させることができる。同期コンデンサーも同じ原理で動作するが、「原動機」の電力入力はない。しかし、回転慣性によって、短時間に電力を送ったり、受け取ったりすることができる。不規則な電流変化による機械の破損を避けるため、ランプ発電機が使われることが多い。このように、発電機は増幅器と考えることができる。

### 個別励起

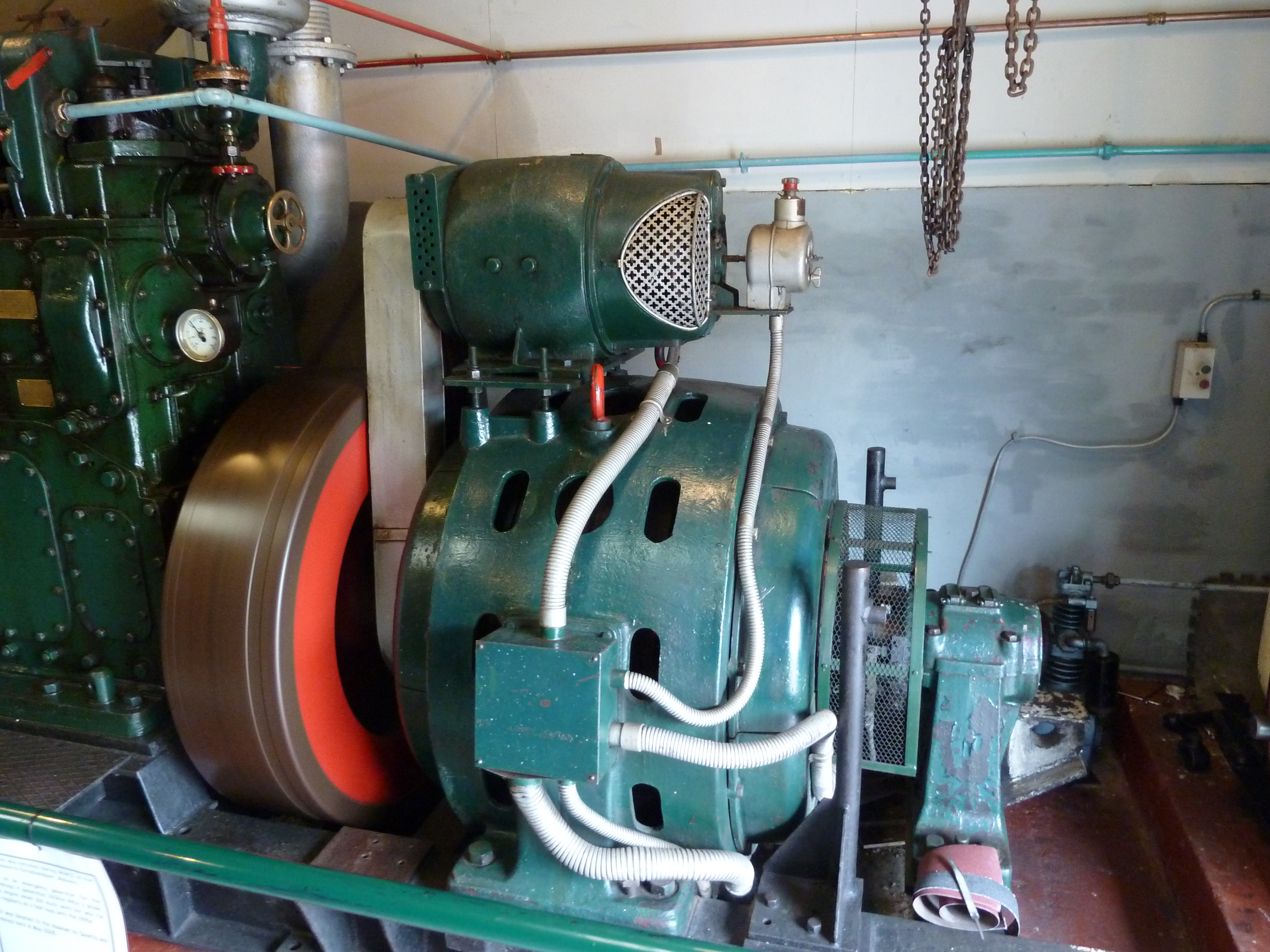
1930年代のディーゼル発電セットのオルタネーター、上についている小さい発電機が励起用

大型の発電機や古い発電機では、主電源と並行して別のエキサイターダイナモを駆動させるのが一般的である。これは小型の永久磁石式発電機またはバッテリー励磁式ダイナモで、大型発電機の界磁電流を生成するものである。

### 自己励起
つまり、ローターから出力される電力の一部が界磁コイルの電力として使われる。発電機の電源を切っても、回転子鉄にはある程度の残留磁気が残っている。初期の弱い磁場がローターコイルに弱い電流を誘導し、それが初期の界磁電流を生み出し、磁場強度を高め、ローターの誘導電流を増加させ、機械が全電圧にビルドアップするまでフィードバック・プロセスを繰り返す。

#### 起動
自励式発電機は、外部負荷が電力を生成する容量が増加する前に発電機からの電力を吸収してしまうので、外部負荷を接続せずに始動する必要がある。

#### フィールド・フラッシング
発電機を起動するのに十分な残留磁気がない場合、通常、別の電源からローターに電流を注入するための対策が講じられる。これは、バッテリーや直流の家庭用電源などから供給する、または交流電源から整流器を通した電流である可能性がある。この初期電流は非常に短時間しか必要とされないため、フィールド・フラッシングと呼ばれる。小さなポータブル発電機セットでさえ、再起動するためにフィールド・フラッシュが必要になる場合がある。
臨界界磁抵抗とは、シャントジェネレータが励磁する、ある回転数における界磁回路抵抗の最大値である。シャントジェネレーターは、界磁回路抵抗が臨界界磁抵抗より小さい場合にのみ電圧を発生させる。これは、ある速度での発電機の開路特性の接線である。

### ブラシレス励起
ブラシレス励磁は、カーボンブラシを使わずに電気機械のローターに磁束を発生させるものである。定期的なメンテナンスコストの削減や、ブラシ火災のリスクを低減する目的で使用されるのが一般的で1950年代から高出力半導体デバイスの進歩に伴い開発された。そのコンセプトは、同期機のシャフトに回転するダイオード整流器を使用し、誘導交流電圧を採取して整流し、発電機の界磁巻線に供給するものであった  。
ブラシレス励磁は、歴史的に高速な磁束整流ができないことが大きな欠点であったが、新たな解決策も登場している。最新の回転回路では、シャフト上にアクティブな除電コンポーネントを組み込み、パッシブダイオードブリッジを拡張している  。さらに、高性能無線通信の最近の開発により、サイリスタ整流器やチョッパインタフェースなど、シャフト上で完全に制御されるトポロジーが実現されている       。